# Campodorus vicinus
Campodorus vicinus là một loài tò vò trong họ Ichneumonidae.